# 高颖 (1927年)
高颖（1927年10月—），辽宁省台安县人，中华人民共和国画家。

## 生平
1945年，毕业于依安国民高等学校。1946年参加解放军。1948年，毕业于哈尔滨东北画报社美术训练班后，曾任东北画报记者、编审等职，主编《抗美援朝画刊》、《辽宁画报》等刊。1950年始发表漫画，其中《最后一钉》、《父与子》、《沉重的翅膀》等曾先后参加中国美术展。1985年6月，加入中国共产党。1985年6月，加入中国美术家协会。1986年11月，加入中国作家协会辽宁分会。1986年出版诗集《美的瞬间》，1995年出版诗集《高颖哲理抒情诗集》。